# Vinhedo
Vinhedo é um município brasileiro no interior do estado de São Paulo. Integra a Região Metropolitana de Campinas e está localizado a 75 quilômetros da capital paulista. Ocupa uma área de cerca de 80 km², sendo que 33 km² estão em perímetro urbano, e sua população foi recenseada em 2022 em 76 540 habitantes.
Possui o sexto maior Índice de Desenvolvimento Humano (IDH) entre os municípios de São Paulo. Em seu território, está situada parte do complexo turístico Vida Completa SerrAzul, que engloba o parque temático Hopi Hari e outros importantes atrativos turísticos do interior paulista.

## História

### Origens

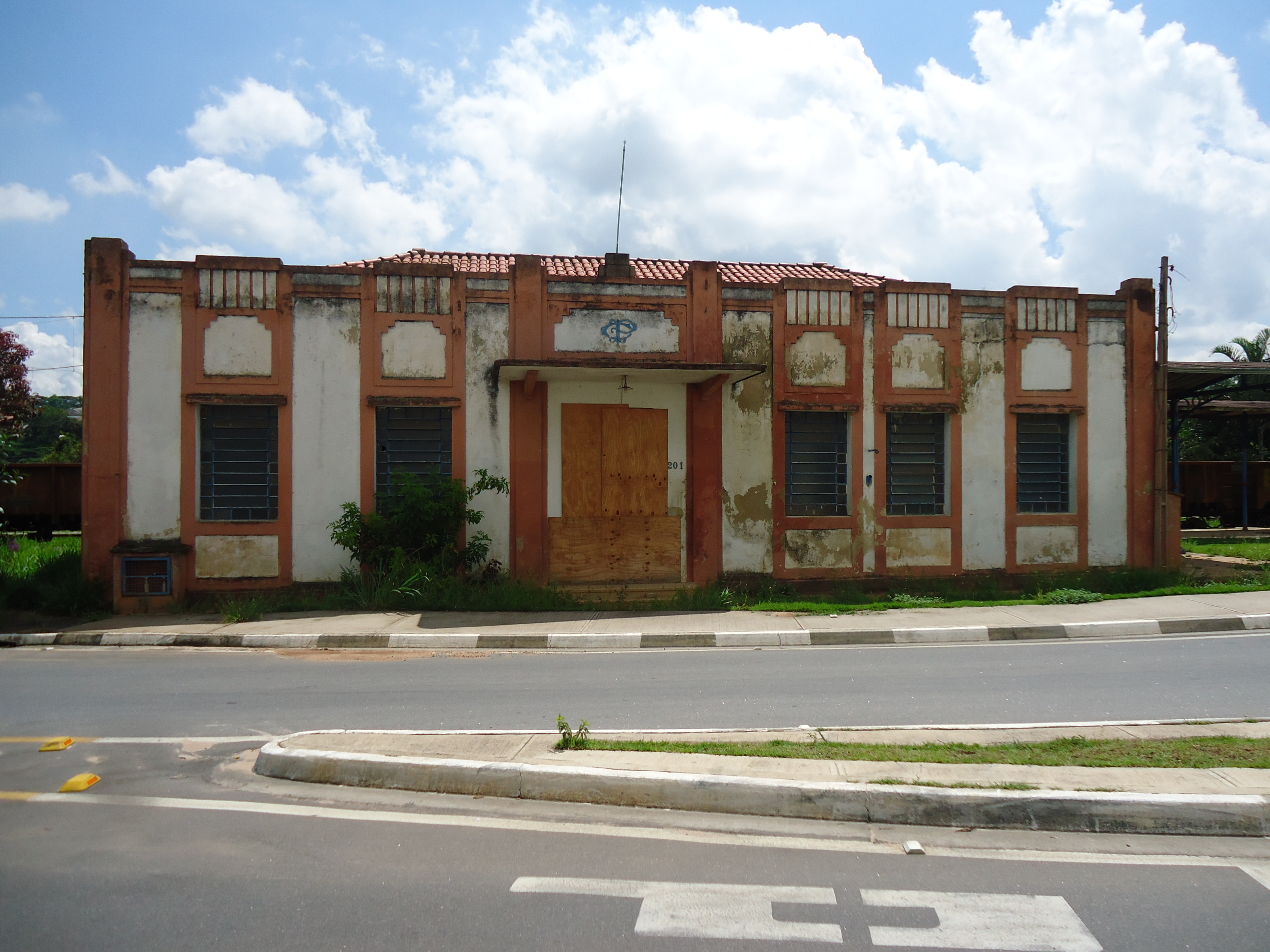
Prédio da antiga Estação Ferroviária de Vinhedo

A região do planalto paulista era habitada por diversos grupos indígenas, alguns, provenientes do litoral, que buscavam refúgio das guerras e da escravidão movidas pelos colonizadores ibéricos. Outros, como grupos de Tupi-Guaranys e Jês (como os Kaigang e os Kayapó meridionais), moravam na região desde antes da colonização.
Com a chegada de europeus ao continente sul-americano, a região foi percorrida pelas Bandeiras, que ocupavam terras consideradas inexploradas e caçavam índios para trabalho escravo, bem como buscavam recursos naturais como madeiras nobres, ouro e pedras preciosas, durante o século XVII. Para isso, as tribos indígenas foram expulsas da região ou dizimadas. Homens e mulheres aprisionados à condição de escravos foram forçadamente introduzidos nas Bandeiras ou obrigados a trabalhar nas recém-criadas lavouras de subsistência que iam se formando no caminho para Goyáz.
No fim do século XIX fazendas cafeicultoras instalam-se na região norte do município de Jundiaí – muitas delas aproveitando antigas fazendas que desde o século XVIII produziam açúcar e aguardente. Todo o trabalho era realizado por escravizados negros e indígenas. Trabalhadores brancos, principalmente imigrantes europeus patrocinados pelo governo e por fazendeiros, foram sendo trazidos para ocupar o lugar dos trabalhadores negros escravizados, libertados pelo processo de abolição no Brasil.
Intenso comércio entre a região cafeicultora e a capital paulista movimentava tropas de muares pela Estrada Velha de Campinas. Partindo de São Paulo rumo ao interior do Brasil, criaram-se grandes cidades a cada cerca de 50 quilômetros, e entre uma e outra, ás vezes, um ponto de parada temporária.
Entre Jundiaí e Campinas, criou-se naturalmente, em meados de 1620, um pouso de tropeiros e, para usufruto destes, uma pequena plantação de subsistência, uma “rocinha”. Uma das primeiras propriedades instaladas no local tornar-se-ia, mais tarde, a conhecida Fazenda Cachoeira, que acabaria por transformar uma senzala em Quilombo, durante o fim da escravidão formal no país.
Justamente no vale entre a Fazenda Cachoeira e a Estrada Velha de Campinas, já chamada popularmente de Estrada da Boiada, a Rocinha foi se tornando, a partir de 1840, uma pequena vila onde fazendas cultivavam e beneficiavam café com uso de mão de obra escravizada, que logo passaria a ser vendido para cidades próximas e, posteriormente, à capital paulista.
Sem trabalho, terra, escolaridade e sem direitos, a maioria dos libertos destas fazendas foi deixando a região. Muitos migraram para as Minas Gerais e a capital paulista. Poucos permaneceram na pequena vila que já tinha em sua população a presença de imigrantes portugueses, espanhóis, alemães, franceses, árabes, alguns norte-americanos e principalmente italianos.
Rocinha passou à condição de Distrito de Paz pertencente a Jundiaí em 31 de outubro de 1908, por lei promulgada pelo então Presidente do Estado de São Paulo, Dr. Albuquerque Lins.
Já nesta época, com a vinda de mais imigrantes italianos em livre substituição à mão de obra escravizada, foi introduzida na então vila de Rocinha a cultura da uva como principal produto agrícola, posto que o preço do café da região sofrera sensível queda com a expansão da produção nas cidades do centro-oeste do estado de São Paulo e a construção da estrada de ferro da Companhia Mogiana, que fazia fácil ligação entre o norte do estado e o porto de Santos, tornando obsoleta a produção cafeeira da pequena rocinha.
A uva passa então a ser a base da economia local. Espalham-se por todo o distrito as plantações de uva para produção de vinhos, vinagres, doces e o que mais se pudesse explorar das videiras que preenchem a paisagem do lugar. Rocinha então deixa de ser conhecida apenas como posto de “paragem” e entra em franca ascensão econômica e política.
Um fato curioso ocorre em 1916: o proprietário de uma fazenda na Estrada da Boiada, cerca de dois quilômetros da estrada de ferro, contratou um trabalhador para que este ampliasse um poço para captação ou reserva de água, com aproximadamente 25 metros de profundidade. Durante os trabalhos, um desmoronamento interno soterrou parcialmente o obreiro, que ficou preso no fundo da construção. Por cinco dias tentou-se o resgate, utilizando-se para isso todos os meios disponíveis na ocasião. O fato tomou dimensão, sendo amplamente noticiado na época. O homem não sobreviveu, e a história ajudou na divulgação do nome do vilarejo.
Na década de 1920 começam a chegar as primeiras indústrias à região do distrito, como alternativa aos altos custos de instalação nos municípios de Jundiaí e Campinas. O distrito já não tinha mais aspectos de uma simples vila, e principiam os movimentos emancipatórios.
Em 1948, um plebiscito oficializa a emancipação de Rocinha e seu desligamento da administração de Jundiaí. Em 2 de Abril de 1949 Rocinha torna-se município, sendo sugeridos para a nova cidade nomes como Parreiral, Videiral, Videiras, Vinhalândia e o escolhido, Vinhedo.

### Acidente aéreo em 2024
Em 9 de agosto de 2024, um avião do modelo ATR-72 500 da Voepass caiu de uma altitude de quase 4 mil metros. O avião levava 62 pessoas (58 passageiros e 4 tripulantes), e não houve sobreviventes.

## Geografia

### Rodovias

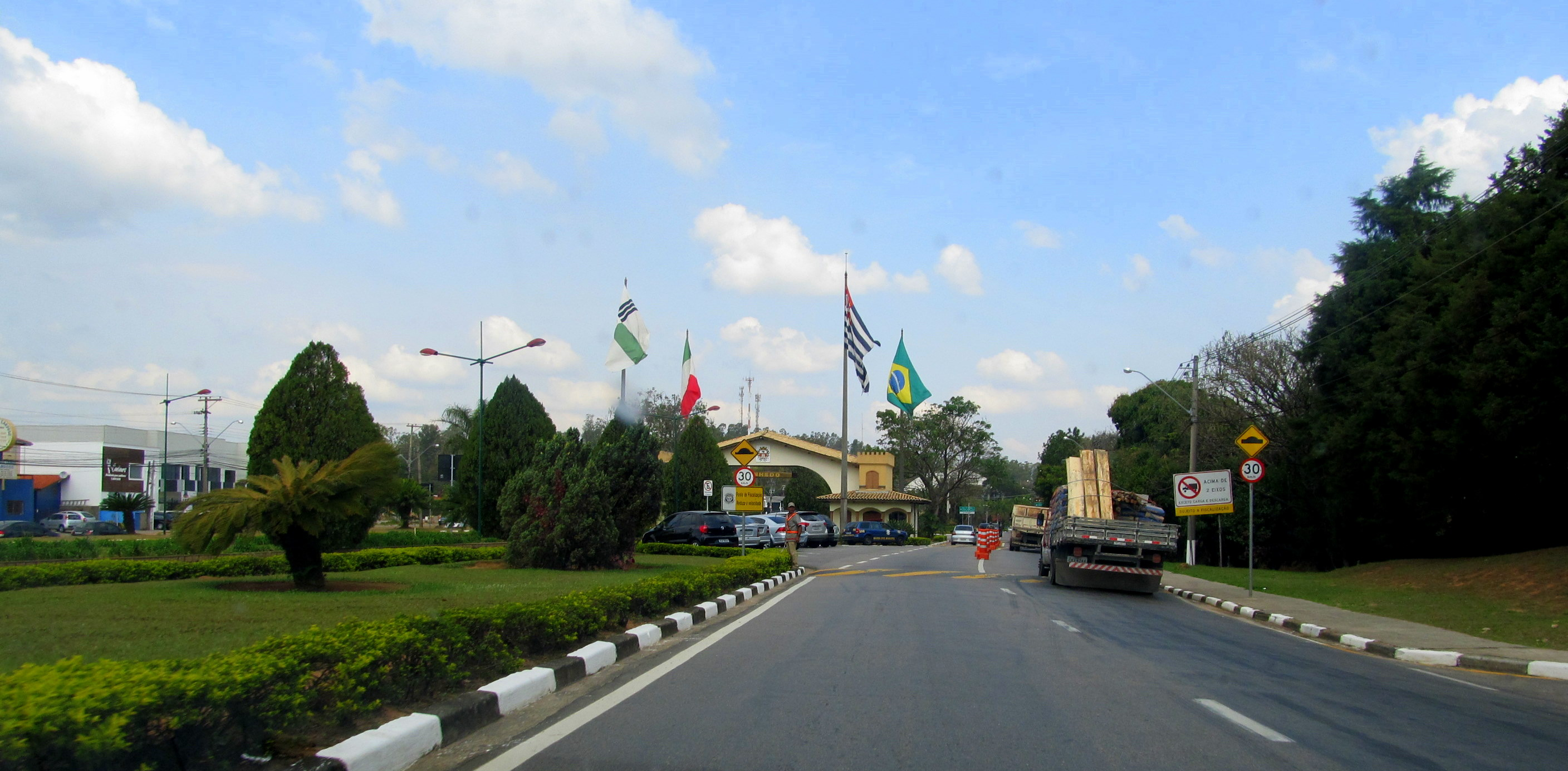
Portal da cidade.

- SP-324 - Rodovia Miguel Melhado Campos (Vinhedo-Viracopos)
- SP-330 - Rodovia Anhanguera
- SP-332 - Rodovia Visconde de Porto Seguro (Estrada da Boiada)
- SP-348 - Rodovia dos Bandeirantes (sem acesso à cidade, passando apenas pelo território)

### Meio ambiente

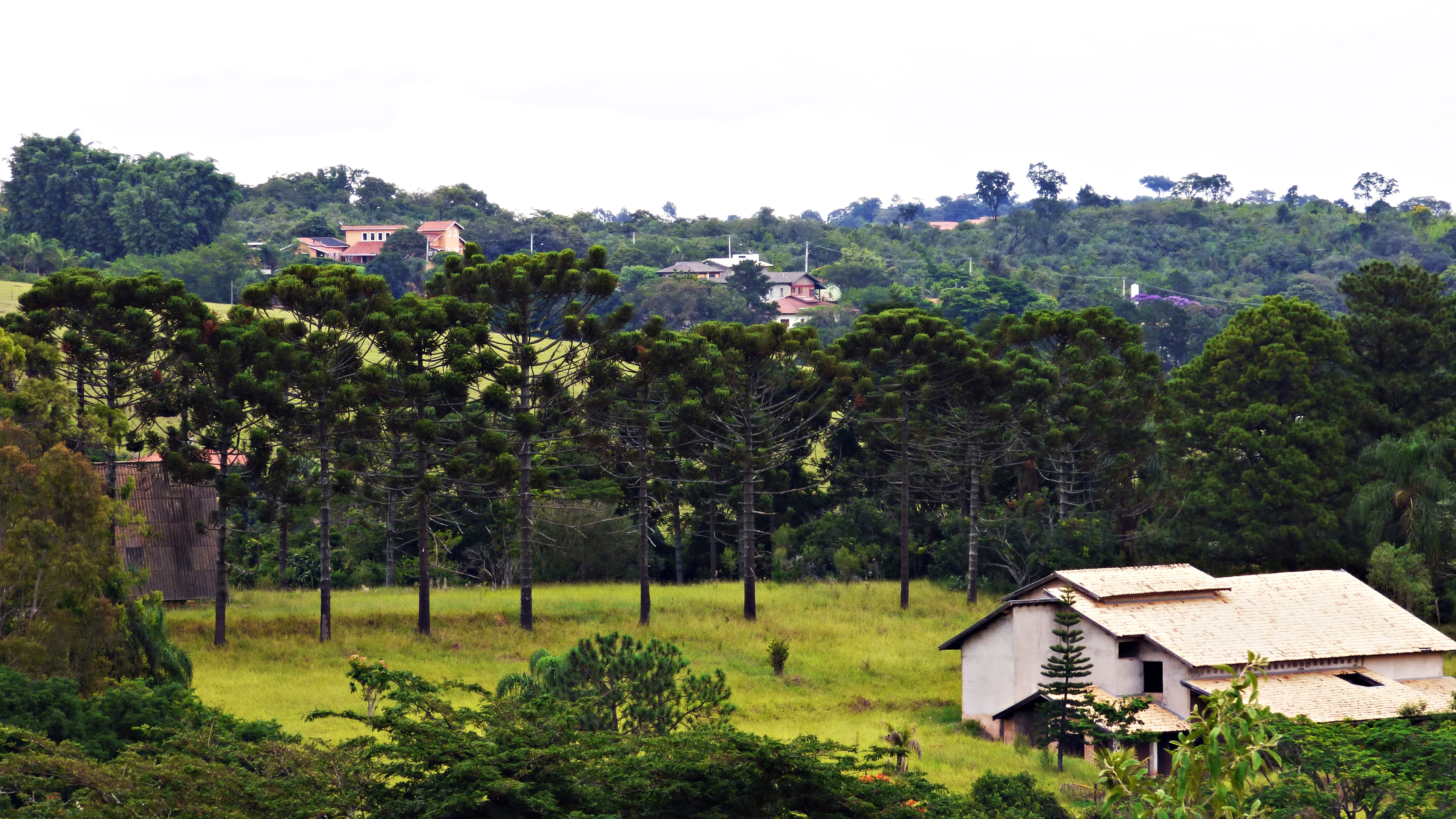
Paisagem rural no município.

Grande parte da vegetação original da cidade, como remanescentes da Mata Atlântica e mata ciliar, vem sendo devastada ao longo dos anos. Assim como outros 13 dos 20 municípios que compõem a Região Metropolitana de Campinas, o município sofre severa tensão ambiental. Vinhedo, juntamente com Campinas e Artur Nogueira, é considerada uma das áreas mais sujeitas a inundações e assoreamento e responde por menos de 5% da cobertura vegetal.
Para tentar reverter esse quadro, vários projetos foram e estão sendo realizados e planejados, como a construção de corredores ecológicos. Há também vários projetos ambientais para combater a destruição das matas ciliares localizadas às margens dos rios Cachoeira, Capivari e Pinheirinho, que apresentam alto índice de poluição de suas águas. Atualmente, ativistas e ambientalista da cidade tentam preservar as regiões das fazendas Cachoeira, Bahia e Santa Cândida, bem como do Parque Municipal Jayme Ferragut, em Vinhedo. O parque tem uma área de 877 m², sendo um dos principais parques da RMC.

### Clima
O clima de Vinhedo é considerado tropical de altitude (do tipo Cwa) na classificação climática de Köppen-Geiger, segundo o Centro de Meteorologia e Climatização Aplicada à Agricultura (CEPAGRI) da Universidade Estadual de Campinas (UNICAMP). De acordo com dados do Centro Integrado de Informações Agrometeorológicas (CIIAGRO/SP), desde junho de 2015 a menor temperatura registrada em Vinhedo foi de 2,9 °C em 30 de julho de 2021 e a maior alcançou 38,9 °C em 14 de novembro de 2023, durante uma onda de calor intensa.
| Dados climatológicos para Vinhedo                                                                                     | Dados climatológicos para Vinhedo | Dados climatológicos para Vinhedo | Dados climatológicos para Vinhedo | Dados climatológicos para Vinhedo | Dados climatológicos para Vinhedo | Dados climatológicos para Vinhedo | Dados climatológicos para Vinhedo | Dados climatológicos para Vinhedo | Dados climatológicos para Vinhedo | Dados climatológicos para Vinhedo | Dados climatológicos para Vinhedo | Dados climatológicos para Vinhedo | Dados climatológicos para Vinhedo |
| Mês | Jan                               | Fev                               | Mar                               | Abr                               | Mai                               | Jun                               | Jul                               | Ago                               | Set                               | Out                               | Nov                               | Dez                               | Ano                               |
| --- | --------------------------------- | --------------------------------- | --------------------------------- | --------------------------------- | --------------------------------- | --------------------------------- | --------------------------------- | --------------------------------- | --------------------------------- | --------------------------------- | --------------------------------- | --------------------------------- | --------------------------------- |
| Temperatura máxima recorde (°C)                                                                                       | 35,9                              | 36,3                              | 35,1                              | 34                                | 33,2                              | 30,1                              | 30,5                              | 33,6                              | 37,9                              | 38,4                              | 38,9                              | 36,2                              | 38,9                              |
| Temperatura mínima recorde (°C)                                                                                       | 15                                | 15,3                              | 14,6                              | 10,1                              | 6,1                               | 3,7                               | 2,9                               | 7,2                               | 9,4                               | 11,1                              | 10,2                              | 12,8                              | 2,9                               |
| Fonte: CIIAGRO/SP – Centro Integrado de Informações Agrometeorológicas (recordes de temperatura: 14/06/2015-presente) |                                   |                                   |                                   |                                   |                                   |                                   |                                   |                                   |                                   |                                   |                                   |                                   |                                   |

## Demografia

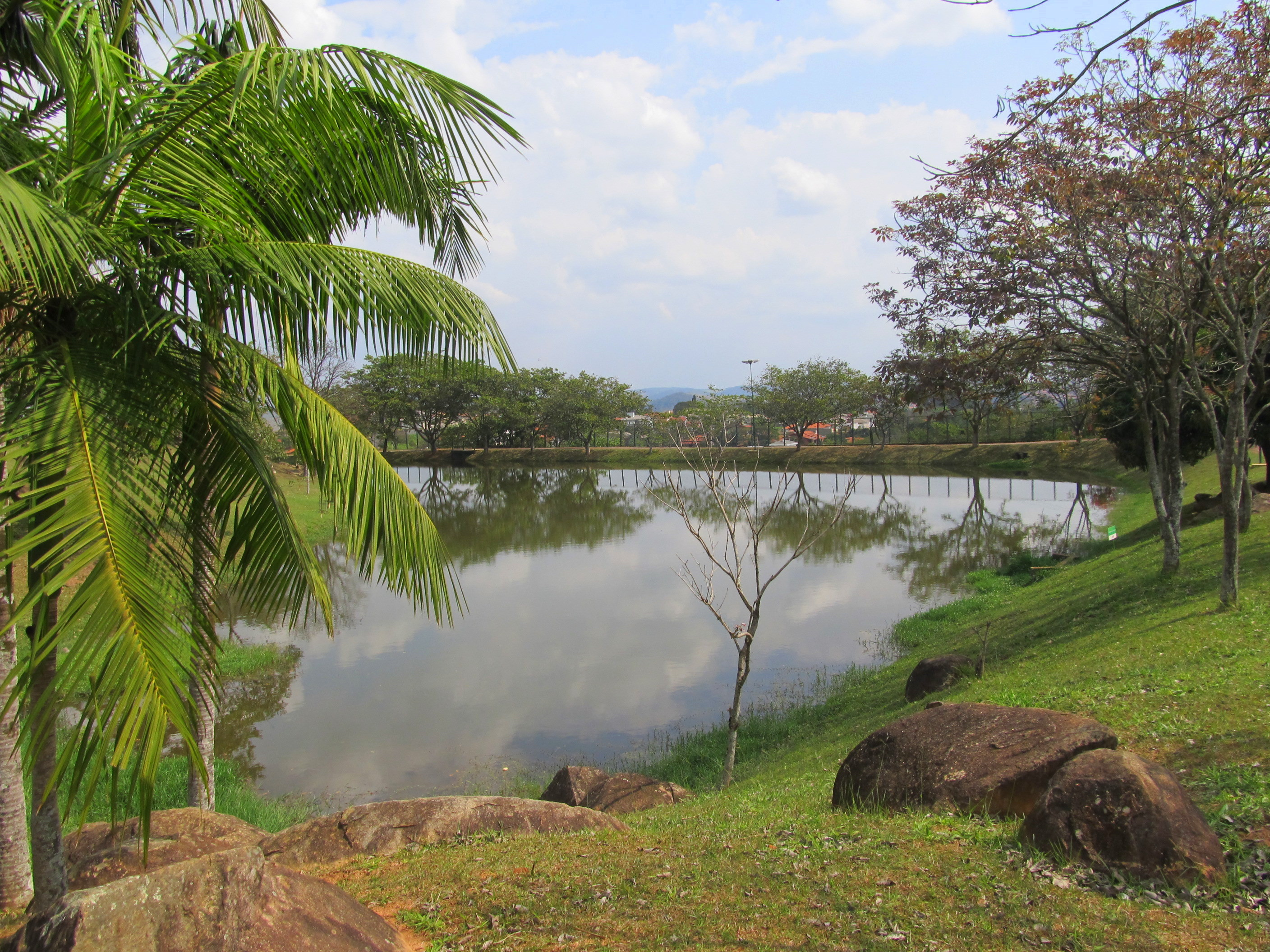
Lago.

### População
| Crescimento populacional                             | Crescimento populacional | Crescimento populacional | Crescimento populacional |
| Ano                                                  | População Total          |                          | %±                       |
| ---------------------------------------------------- | ------------------------ | ------------------------ | ------------------------ |
| 1950                                                 | 8 525                    |                          | —                        |
| 1958                                                 | 9 930                    |                          | 16,5%                    |
| 1960                                                 | 13 174                   |                          | 32,7%                    |
| 1970                                                 | 12 338                   |                          | −6,3%                    |
| 1980                                                 | 21 647                   |                          | 75,4%                    |
| 1991                                                 | 33 612                   |                          | 55,3%                    |
| 2000                                                 | 47 215                   |                          | 40,5%                    |
| 2010                                                 | 63 611                   |                          | 34,7%                    |
| 2022                                                 | 76 540                   |                          | 20,3%                    |
| Est. 2024                                            | 79 235                   | [ 8 ]                    | 3,5%                     |
| Fontes: Censos Demográficos IBGE e Estimativas SEADE |                          |                          |                          |

### Composição étnica

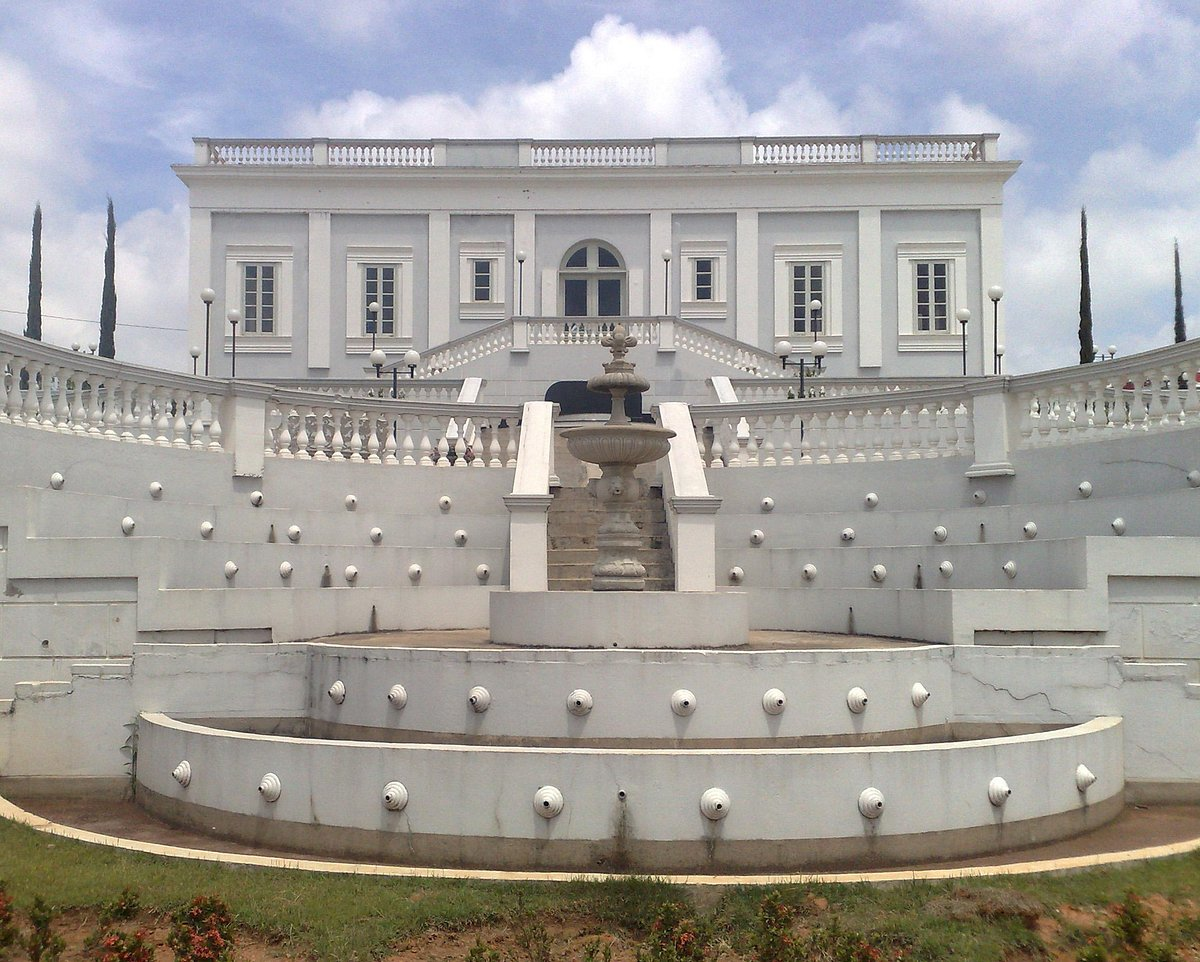
Memorial do Imigrante.

Segundo Censo do IBGE de 2010, cerca de 58,26% das pessoas que hoje residem no município nasceram em outras cidades ou estados do país. Na ocasião do Censo, havia residentes no município apenas 1,23% de imigrantes. Cerca de 670 estrangeiros e outros 122 naturalizados. O mesmo Censo mostrou que aproximadamente 73,28% da população se declarava Branca, sendo 21,88% Parda, 3,8% Preta e 0,12% Indígena. Outros 0,8% se declaravam Orientais, e 0,12% se declarava Mestiça, de outras raças/cores ou não responderam. Segundo a mesma pesquisa, cerca de 11,4% da população tem 60 anos ou mais. Vinhedo tem cerca de 12.740 crianças com idades até 14 anos, cerca de 20% de sua população, e enfrenta déficit de vagas em creches e escolas públicas para essa faixa de idade. Aproximadamente 16% da população de Vinhedo tem algum tipo de limitação motora, sensorial ou mental. O sistema público de saúde do município também passa por reestruturação e possui pontos aprovados e reprovados por seus habitantes.

## Política e administração

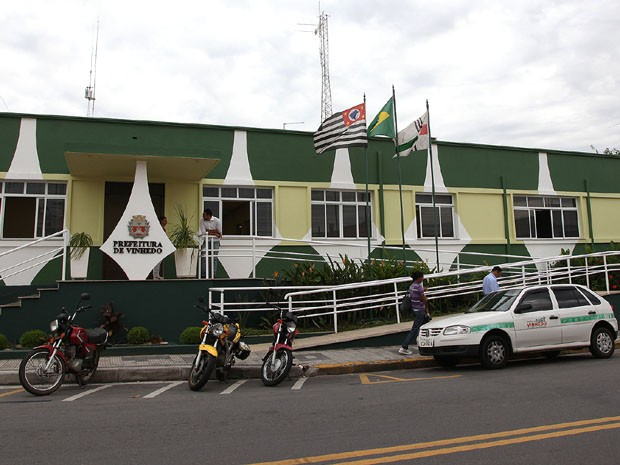
Prefeitura.

A administração municipal é dada pelos poderes executivo e legislativo. O poder executivo é exercido pelo prefeito, auxiliado por seu gabinete de secretários e eleito por voto direto para um mandato de quatro anos. Vinhedo teve como primeiro prefeito Abrahão Aun, que permaneceu no cargo entre 1949 e 1953. O atual prefeito é o médico Dario Pacheco de Morais, do PTB, tendo como vice-prefeito o ex-atleta e ex-vereador Edson "PC" Florindo Pereira, do PSB.
O poder legislativo é exercido por 13 vereadores, sendo três mulheres. Atualmente, prefeito e vice estão em lados opostos na visão sobre a administração do município, a atuação das secretarias e a posição dos membros da Câmara Municipal. O prefeito tem dez vereadores como sua base aliada na situação, com PSD, MDP, PL, PRD, PODE e REP; enquanto há apenas três parlamentares na oposição, todos da REDE. O ex-presidente da Câmara, o vereador Rodrigo Paixão, à época, do PDT, licenciou-se para tratamento de saúde em junho de 2021, falecendo em novembro de 2023, e tendo o assento no Legislativo ocupado por Luiz Vieira, da REDE. O atual presidente é o vereador Paulinho Palmeira, do PSD.

## Infraestrutura

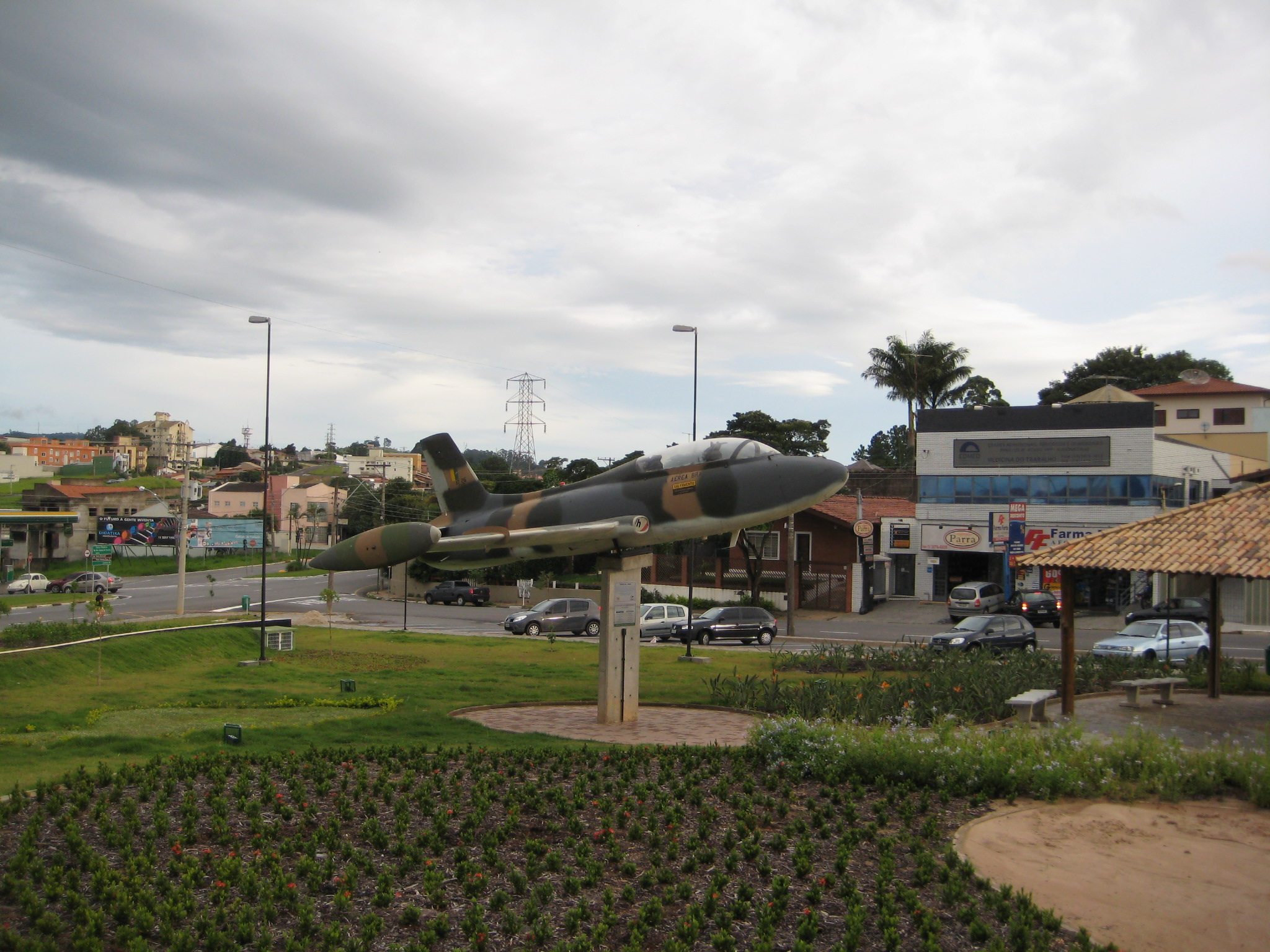
AT-26 Xavante exposto na cidade.

### Comunicações

#### Telefonia
O sistema de telefones automáticos foi inaugurado na cidade em 1965 pela Cia. Telefônica de Vinhedo. Já o sistema de discagem direta à distância (DDD) foi implantado em 1978 pela Telecomunicações de São Paulo (TELESP) com o código de área (0192).
Na década de 90 o código DDD da cidade foi alterado para (019), para padronização do sistema telefônico com a telefonia celular que estava sendo implantada em todo o estado.

#### Rádios
Além disso, o município é sede de duas emissoras de rádio, sendo uma comercial, a Planalto FM, e uma comunitária, a Capela FM (Associação Comunitária de Desenvolvimento Cultural e Artístico do Bairro Capela).

### Educação
O português é a língua nacional oficial e, portanto, a principal língua ensinada nas escolas. Mas o inglês e o espanhol fazem parte do currículo oficial do ensino médio. Vinhedo tem cerca de 12.740 crianças de até 14 anos, cerca de 20% de sua população, e enfrenta escassez de vagas em creches e escolas públicas para essa faixa etária.
Em 2015, os alunos dos anos iniciais da rede pública da cidade tinham uma nota média de 6,6 no IDEB. Para os alunos nos anos finais, essa nota foi de 5,2. Na comparação com cidades do mesmo estado, a nota dos alunos dos anos iniciais situou esta cidade na posição 127 de 645. Considerando a nota dos alunos dos anos finais, a posição passou para 123 de 645. A taxa de a escolaridade (de 6 a 14 anos) foi de 97,5 em 2010. Posicionou o município na posição 446 de 645 entre as cidades do estado e na posição 2904 de 5570 entre as cidades do Brasil.

## Cultura e lazer
Responsável pelo setor cultural de Vinhedo, a Secretaria Municipal de Cultura e Turismo visa planejar e implementar políticas culturais do município por meio do desenvolvimento de programas, projetos e atividades voltadas ao desenvolvimento cultural. Vinhedo tem um teatro municipal, centros culturais e uma biblioteca pública.

### Esportes

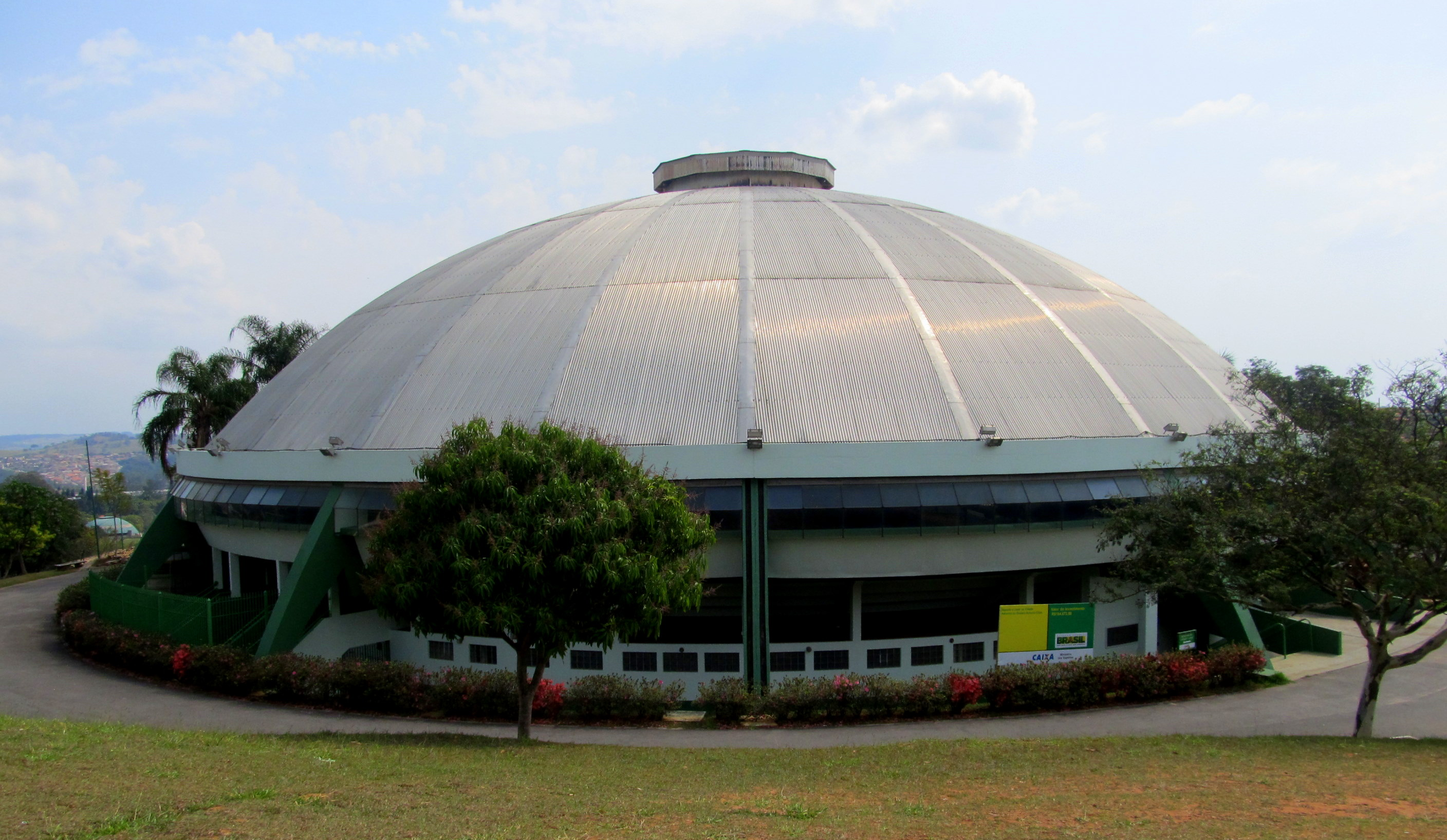
Ginásio Municipal Antônio Elias.

Vinhedo abriga clubes de futebol conhecidos regionalmente, que são em grande parte equipes de amadores, como a Associação Rocinhense de Futebol, fundada em 20 de janeiro de 1909, e a Associação Esportiva Sant'Ana, fundada em 1930. Está igualmente presente nos clubes de voleibol, como o Vôlei Vinhedo, no rúgbi, como o Cougars Rugby Clube, entre outros. Recentemente, a equipe de futebol feminino da Sociedade Esportiva Palmeiras baseou suas atividades no Estádio Nelo Bracalente, permanecendo assim até 2023. Além disso, a Prefeitura Municipal de Vinhedo, juntamente com o Governo do Estado de São Paulo, vem investindo para que toda a população tenha acesso ao esporte, oferecendo academias ao ar livre. Esse investimento tem despertado o interesse dos moradores com a prática do esporte.

## Turismo

### Principais pontos turísticos

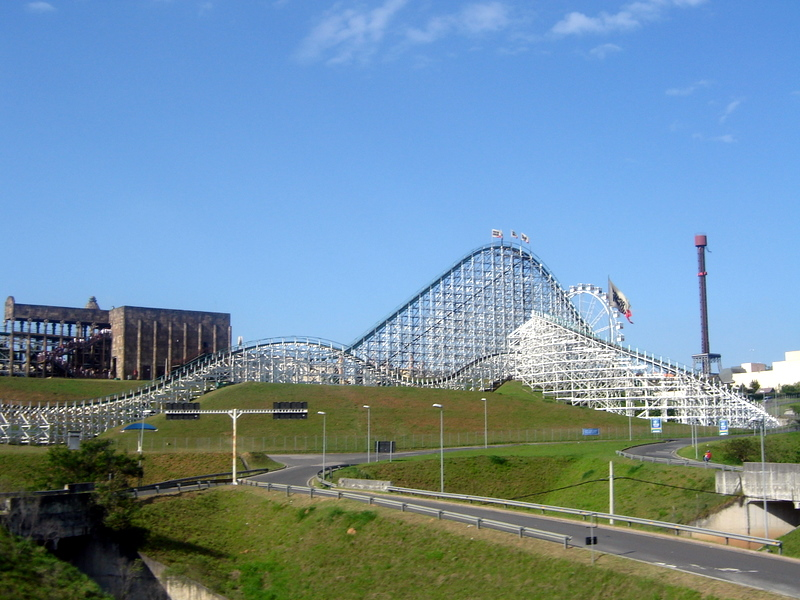
Vista da Montanha Russa Montezum do Parque Temático Hopi Hari.

- Parque Temático Hopi Hari, na Rodovia dos Bandeirantes (acesso somente por Jundiaí ou Campinas).
- Estação Ferroviária de Cargas e Passageiros[21] (desativada, tem prédio histórico atualmente abandonado), no centro da cidade.
- Fazenda Cachoeira e Quilombo remanescente (patrimônio abandonado).
- Igreja Matriz de Sant'Ana, no Centro.[22]
- Mosteiro de São Bento em Vinhedo
- Memorial do Imigrante "Tuto Gasparini"
- Praça do Aquário

### Festa da Uva
O evento começou antes mesmo da emancipação do município. Oficialmente, a primeira Festa da Uva aconteceu na Piazza Sant'Anna em 1948. A princípio, esta foi uma pequena celebração ao estilo das quermesses interioranas. Com o avanço dos tempos aumentou suas proporções, tanto em custos aos cofres públicos como em geração de renda aos mesmos, além de habitualmente trazer nomes famosos da música para apresentações especiais, alavancar os lucros de uma parte do comércio local e proporcionar trabalho temporário, principalmente para os jovens da região.
Desta festa os pontos positivos apontados por visitantes e moradores são o clima de "carnival" e feira agrícola; os shows de artistas famosos e de artistas populares da própria cidade e região; a oportunidade de conhecer uma das cidades tidas como mais ricas do país; e o comércio de artesanato, além de um pequeno e tradicional parque de diversões, sempre presente no evento. Os pontos negativos são uma certa decepção com os pontos turísticos da cidade; a superlotação da própria festa, realizada atualmente em recinto fechado, longe do centro da cidade; os altos preços cobrados pelos restaurantes e barracas de produtos locais; e o alto índice de furtos de automóveis nas imediações da festa.

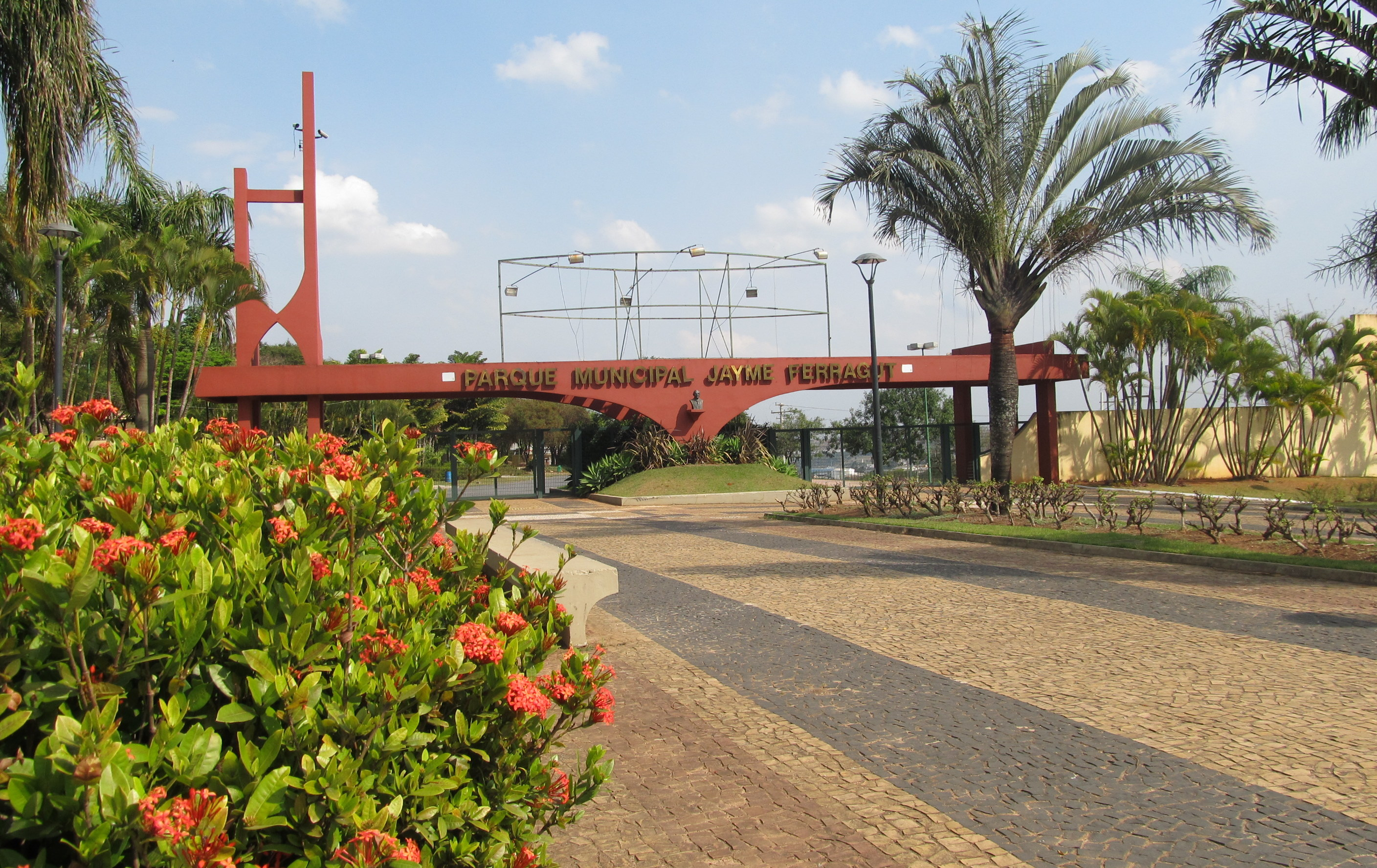
Parque Municipal Jayme Ferragut.

Atualmente, as festividades acontecem no Parque Municipal Jayme Ferragut e recebem milhares de pessoas, tanto locais como turistas. Tem diversas atrações como exposição e venda e leilão de frutas, artesanato, parque de diversões, shows com artistas de renome nacional, apresentações de dança, bandas regionais em vários estilos musicais, performances variadas, praça de alimentação, desfile de cavalheiros, passeio de motociclistas, entre outras atividades. Em 2009, a Festa da Uva realizou a Festa do Vinho, que em 2020 estará em sua 11ª edição e que foi incorporada ao calendário de eventos do município.
O evento também elege anualmente suas promotoras, mulheres de 18 a 35 anos que divulgam a festa em outros eventos e veículos de mídia da região e do estado.

## Religião

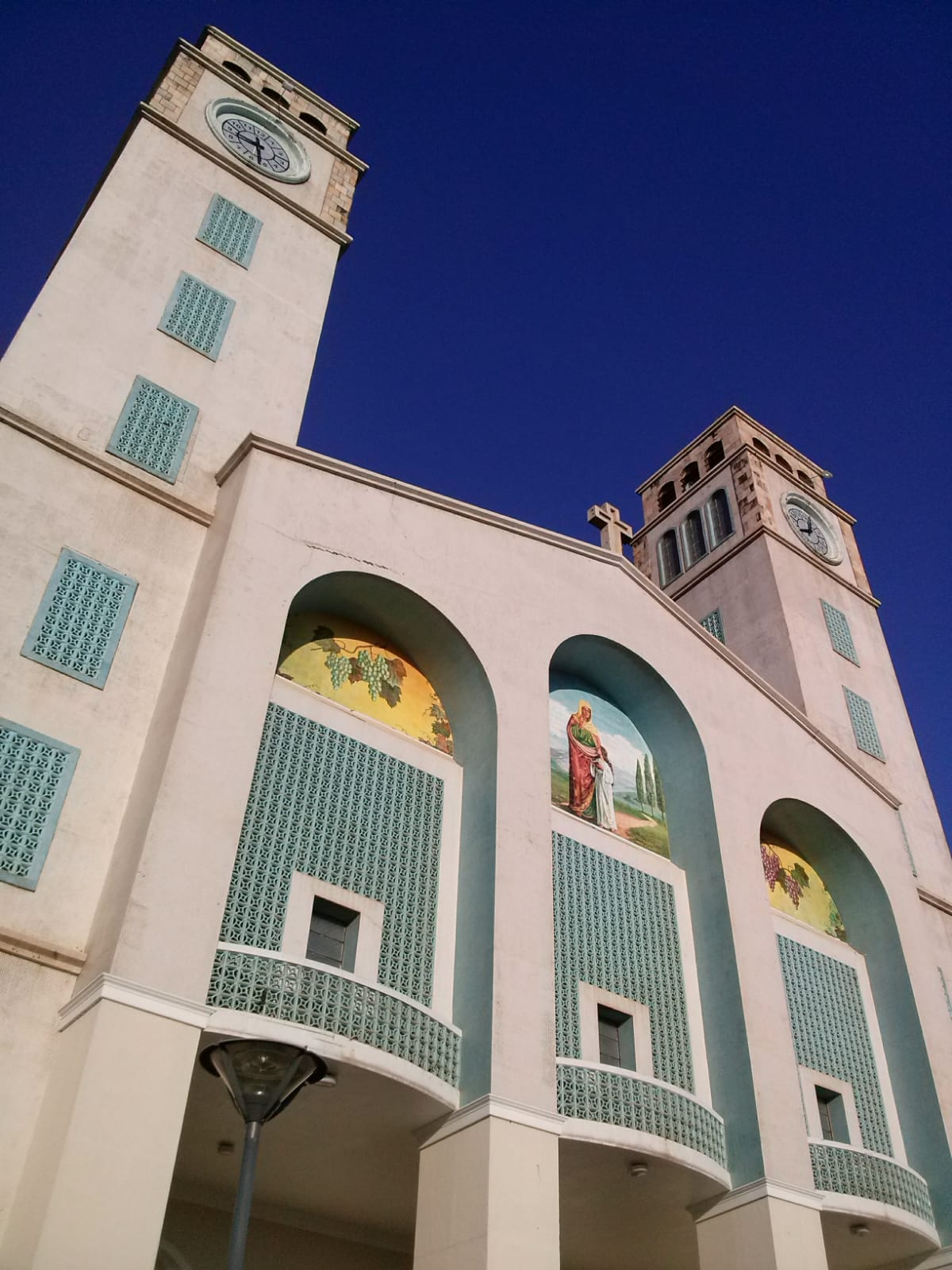
Igreja Matriz de Sant'Ana, o maior e mais importante patrimônio arquitetônico religioso do município.

O Cristianismo se faz presente na cidade da seguinte forma:

### Igreja Católica
Vinhedo pertence à Arquidiocese de Campinas. A cidade possui 4 paróquias, nomeadamente: a Paróquia Sant'Ana (Centro), a Paróquia São Sebastião (Bairro Nova Vinhedo), a Paróquia Nossa Senhora de Lourdes (Bairro Capela) e a Paróquia São Francisco de Assis (Vila João XXIII). Considerando que cada uma tem matriz e capelas, há mais de 20 comunidades católicas no município.

### Igrejas Evangélicas
- Assembleia de Deus Ministério do Belém.[28][29]
- Congregação Cristã no Brasil.[30]
- Igreja do Evangelho Quadrangular.[31]
- Igreja Batista.[32]

### Outras religiões

#### Espiritismo
Vinhedo possui seis núcleos de espiritismo. Dentre os mais conhecidos do município estão o Centro Espírita "Paulo de Tarso", Casa de Oração "Caminho das Flores e da Luz", Centro Espírita " Allan Kardec ", Centro Espírita" Batuíra de Vinhedo ", Fraternidade" Luís Sérgio ", Grupo Espírita" Amor e Luz ".